# УР-200
УР-200 (название на НАТО SS-10 Scrag) е експериментална съветска междуконтинентална балистична ракета от трето поколение. Разработването ѝ започва през 1961 година с девет пробни изстрелвания, започнали през 1963 година. УР-200 обаче никога не е приета на въоръжение. Обсегът ѝ е бил до 8000 км, но е била способна да изстреля бойната си глава до орбитално ниво, което гарантира успешно преодоляване на всички видове познати отбранителни системи по това време. Бойната глава е била с мощност 22,2 Мт. Програмата е прекратена през 1965 заради проблемите с бойната готовност на течногоривните ракети.
- Дължина: 37 м
- Диаметър: 3 м
- Степени: 3
- Гориво: Течно
- Базиране: шахтово
- Стартова маса: 136 000 кг